# Bagaladi
Bagaladi – miejscowość i gmina we Włoszech, w regionie Kalabria, w prowincji Reggio Calabria.
Według danych na rok 2004 gminę zamieszkiwało 1266 osób, 42,2 os./km².